# Eutrapela
Eutrapela là một chi bướm đêm thuộc họ Geometridae.